# Phlebopenes albopilosellus
Phlebopenes albopilosellus är en stekelart som beskrevs av Cameron 1913. Phlebopenes albopilosellus ingår i släktet Phlebopenes och familjen hoppglanssteklar.
Artens utbredningsområde är Guyana. Inga underarter finns listade i Catalogue of Life.